# Вануа-Лава
Вануа-Лава (англ. Vanua Lava) — остров в островной группе Банкс (архипелаг Новые Гебриды) в Тихом океане. Принадлежит Республике Вануату и входит в состав провинции Торба.

## География
Остров Вануа-Лава — крупнейший остров островной группы Банкс в северной части архипелага Новые Гебриды. Омывается водами Тихого океана и Кораллового моря. Поблизости расположены острова Гауа, Мота, Мота-Лава, Рова и Урепарапара. К востоку от Вануа-Лава находятся небольшие острова Квакеа и Равенга. Ближайший материк, Австралия, расположен примерно в 1300 км.
Остров Вануа-Лава имеет вулканическое происхождение. Самый активный вулкан — Суретаматаи. Высшая точка острова достигает 946 м. Площадь Вануа-Лава составляет 334,3 км², длина с севера на юг — около 25 км, а ширина с востока на запад — 20 км. В восточной и юго-западной частях острова расположены естественные бухты.
Климат на Вануа-Лава влажный тропический. Среднегодовое количество осадков составляет около 4210 мм. Остров подвержен частым землетрясениям и циклонам.

## История
Острова Вануату были заселены примерно 2000 лет назад в ходе миграции населения через Соломоновы острова из северо-западной части Тихого океана и Папуа — Новой Гвинеи. 
Колонизация островов осуществлялась в ходе длительных морских плаваний на больших каноэ, которые могли вместить до 200 человек. С собой путешественники также брали некоторых полезных животных, семена сельскохозяйственных растений, которые впоследствии стали разводиться на новых землях.
Впервые Вануа-Лава был исследован в 1859 году новозеландским епископом Джорджем Огастусом Селиуином. Впоследствии на Сурематамати велись разработки серы.
В марте 1906 года Вануа-Лава, как и другие острова Новых Гебрид, стали совместным владением Франции и Британии, то есть архипелаг получил статус англо-французского кондоминиума.
30 июня 1980 года Новые Гебриды получили независимость от Великобритании и Франции, и остров Вануа-Лава стал территорией Республики Вануату.

## Население
В 2009 году численность населения Вануа-Лава составляла 2623 человек. Основное занятие местных жителей — сельское хозяйство, плантационное хозяйство (выращивание кокосовых пальм для производства копры). Коренными языками островитян является меланезийские языки мосина (400 носителей в 1981 году) и ватрата (600 носителей в 1983 году).
Крупнейшее поселение — деревня Сола, являющаяся административным центром провинции Торба; близ неё находится Порт Паттесон. На острове действует аэродром.